# Anacamptodes encarsia
Anacamptodes encarsia là một loài bướm đêm trong họ Geometridae.